# HD 27245
HD 27245 är en ensam stjärna i den mellersta delen av stjärnbilden Giraffen. Den har en skenbar magnitud av ca 5,52 och är svagt synlig för blotta ögat där ljusföroreningar ej förekommer. Baserat på parallaxmätning inom Hipparcosuppdraget  på ca 7,3 mas, beräknas den befinna sig på ett avstånd på ca 450ljusår (ca 137 parsek) från solen. Den rör sig bort från solen med en heliocentrisk radialhastighet på ca 25 km/s.

## Egenskaper
HD 27245 är en variabel röd jättestjärna av spektralklass M0 III.